# Chaophraya Surasak
Chaophraya Surasak (in thailandese เจ้าพระยาสุรศักดิ์) è una città maggiore (thesaban nakorn) della Thailandia di 138 197 abitanti (2018). Il territorio comunale occupa una parte del distretto di Si Racha in Provincia di Chonburi, nel gruppo regionale della Thailandia dell'Est.
Secondo i dati del Dipartimento thailandese della Pubblica Amministrazione, con i suoi 146 474 residenti era il 31 dicembre 2020 la quinta città della Thailandia per numero di residenti e la prima della provincia, nella quale si trova anche la popolare e affollata Pattaya, che quello stesso anno aveva 117 606 residenti ma nel censimento 2010 aveva 320 262 tra residenti, domiciliati ecc.

## Geografia

### Territorio
Il territorio comunale si estende per 276,98 km² e la sua parte ovest si affaccia con una lingua di terra sulla costa orientale della baia di Bangkok. Chaophraya Surasak confina con le municipalità di Si Racha verso nord-ovest e di Laem Chabang verso sud-ovest, che a loro volta fanno parte del distretto di Si Racha. Si trova 32 km di strada a nord di Pattaya e 115 km a sud-est del centro di Bangkok. Il territorio è leggermente ondulato e degrada verso il mare, i dintorni della città presentano rilievi montuosi, in particolare verso nord-est si erge il massiccio del Khao Khiao.

### Clima
Secondo i dati raccolti dalla stazione meteorologica della confinante Laem Chabang, la temperatura media mensile massima è di 33,3° ad aprile, durante la stagione secca, con un picco di 39° registrato a dicembre e a gennaio, mentre la media mensile minima è di 31,2° a settembre, nella stagione della piogge, con un picco di 14° a dicembre. La media massima mensile delle precipitazioni piovose è di 247,3 mm in settembre, nella stagione delle piogge, con un picco giornaliero di 176,5 mm in gennaio. La media minima mensile è di 8.2 mm in dicembre. La stagione fresca va da dicembre a febbraio, quella secca da marzo ad aprile e quella delle piogge da maggio a novembre. L'esposizione della città al monsone orientale provoca precipitazioni piovose in tutte le stagioni e anche le temperature non subiscono eccessivi cambiamenti nell'arco dell'anno.

## Storia
La città ha preso il nome da Chaophraya Surasakmontri, feldmaresciallo e uomo di governo durante il regno di Rama V che si distinse negli anni a cavallo del 1900. Il primo insediamento di rilievo si ebbe nei primi anni del Novecento quando Chaophraya Surasakmontri fece costruire una segheria nella zona, da cui ebbe origine la comunità cittadina. Nel 1917 l'allora distretto di Bang Phra prese il nome distretto di Si Racha su richiesta del feldmaresciallo. In seguito fece costruire un ospedale sempre nella zona e per questi motivi gode del rispetto e dell'ammirazione dei cittadini.
Quella che sarebbe diventata la città, nacque con il nome Ao Udom e lo status di distretto sanitario nel 1967. Nel 1991 furono ridefiniti i confini di Ao Udom e le venne assegnata una superficie di 306,44 km². Nel 1999 tutti i distretti sanitari della Thailandia divennero municipi di sotto distretto ( thesaban tambon). Nel 2002 Ao Udom viene ribattezzata con regio decreto Chaophraya Surasakmontri in onore del feldmaresciallo. Nel 2011 il territorio comunale fu diminuito e la superficie divenne di 276,98 km². Verso la fine del XX secolo, il governo thailandese aveva dato inizio al programma di sviluppo della Costa Orientale, che prevedeva di alleviare la concentrazione di industrie e di popolazione nella regione metropolitana di Bangkok creando una serie di zone industriali nelle province di Chachoengsao, Chonburi, Rayong e Prachinburi.
Con il grande sviluppo industriale che ne seguì, la popolazione di Chaophraya Surasak aumentò velocemente e passò dagli 85 529 abitanti del 2005 ai 143 024 del 2019 e il 1º maggio 2013 entrò in vigore il decreto con cui ottenne lo status di città maggiore (thesaban nakhon).

## Luoghi d'interesse
Tra le spiagge più famose delle zone vicine vi sono quelle di Pattaya e quella di Bang Saen nel comune di Saen Suk. Nel sottodistretto di Nong Kham si trovava lo Zoo di Sriracha delle tigri, con una superficie di 40 ettari, struttura che nel 2019 ospitava circa 2000 tigri e altri animali. Quello stesso anno vi fu un'irruzione della polizia che portò alla luce il traffico illegale e gli abusi a cui questi animali erano sottoposti da parte dei monaci buddhisti che gestivano lo zoo. Nel 2021, a seguito della mancannza di turisti dovuta alla pandemia di COVID-19, fu annunciata la chiusura definitiva dello zoo.

## Economia
Nel territorio comunale vi erano nel 2020 122,6 km² di terreno destinato all'agricoltura, tra le colture più importanti vi erano quelle di tapioca, ananas e pitaya. Gli allevamenti più presenti sono quelli dei maiali e dei polli. Sempre nel 2020 vi erano 214 fabbriche suddivise in 4 zone industriali che occupavano un totale di 980 ettari. Parte della popolazione si dedica ad attività commerciali.

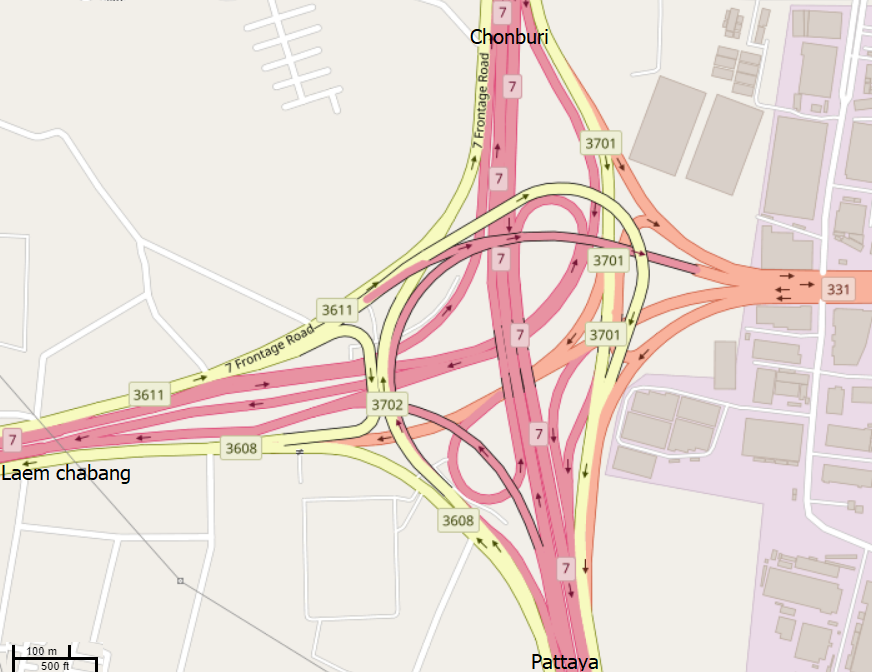
Svincolo stradale in città

## Trasporti e infrastrutture
Le principali strade che attraversano Chaophraya Surasak sono le seguenti:
- Autostrada 7: da Bangkok alla zona industriale di Map Ta Phut in provincia di Rayong
- Strada statale 3 (thanon Sukhumvit): da Bangkok a Trat
- Strada statale 331: da Sattahip al distretto di Phanom Sarakham in provincia di Chachoengsao
- Strada statale 3241: collega la Strada statale 331 a Sukhumvit.